# 大威徳寺
大威徳寺（だいいとくじ）は、大阪府岸和田市大沢町にある天台宗の寺院。
山号は牛滝山。本尊は大威徳明王。紅葉の名所として名高い牛滝山の山中に位置する。

## 歴史
修験道の開祖である役行者（役小角）が牛滝山に開いたと伝承される山岳寺院で、古来、葛城修験道の霊場として尊崇を集めてきた。
寺号は比叡山の学僧であった恵亮が、境内にある「三の滝」での修行中に滝の中から牛に乗った大威徳明王が現れたのを見、その姿を彫って本尊として祀ったことが由来とされる（大威徳明王像は通例、水牛の背に騎乗した姿で造像される）。
空海も当山で修行をし、多宝塔などを建立したと伝える。多宝塔は室町時代に再建された後、戦国時代の兵火を潜り抜けて現在に伝わっている。
近世までは真言宗と天台宗の兼学寺院であった。かつては多くの子院を有し、真言系の本坊と、恵亮の流れを汲む天台系の穀屋坊との間で開基をめぐる争いもあったが、1912年（明治45年）に至り本坊も天台宗となった。

## 境内
- 本堂 - 南側にある滝の方向を正面としている。
- 多宝塔（重要文化財） – 初層壁板に永正12年（1515年）の墨書があり、その頃の建立と推定される。高さ13 m、本瓦葺。本堂の背面となる北側に建てられている。多宝塔などの塔が本堂の背後にあるのは大変珍しい作りである。
- 鐘楼 - 天和元年（1681年）再建。
- 大師堂 - 元和年間（1615年 - 1624年）再建。
- 庫裏
- 一の滝 - 落差10 mの直瀑。
- 二の滝 - 落差5 mの直瀑。
- 三の滝 - 落差10 mの直瀑。
- 錦流の滝 - 落差7.8 mの直瀑。
- 葛城二十八宿 第十番経塚
- 山門

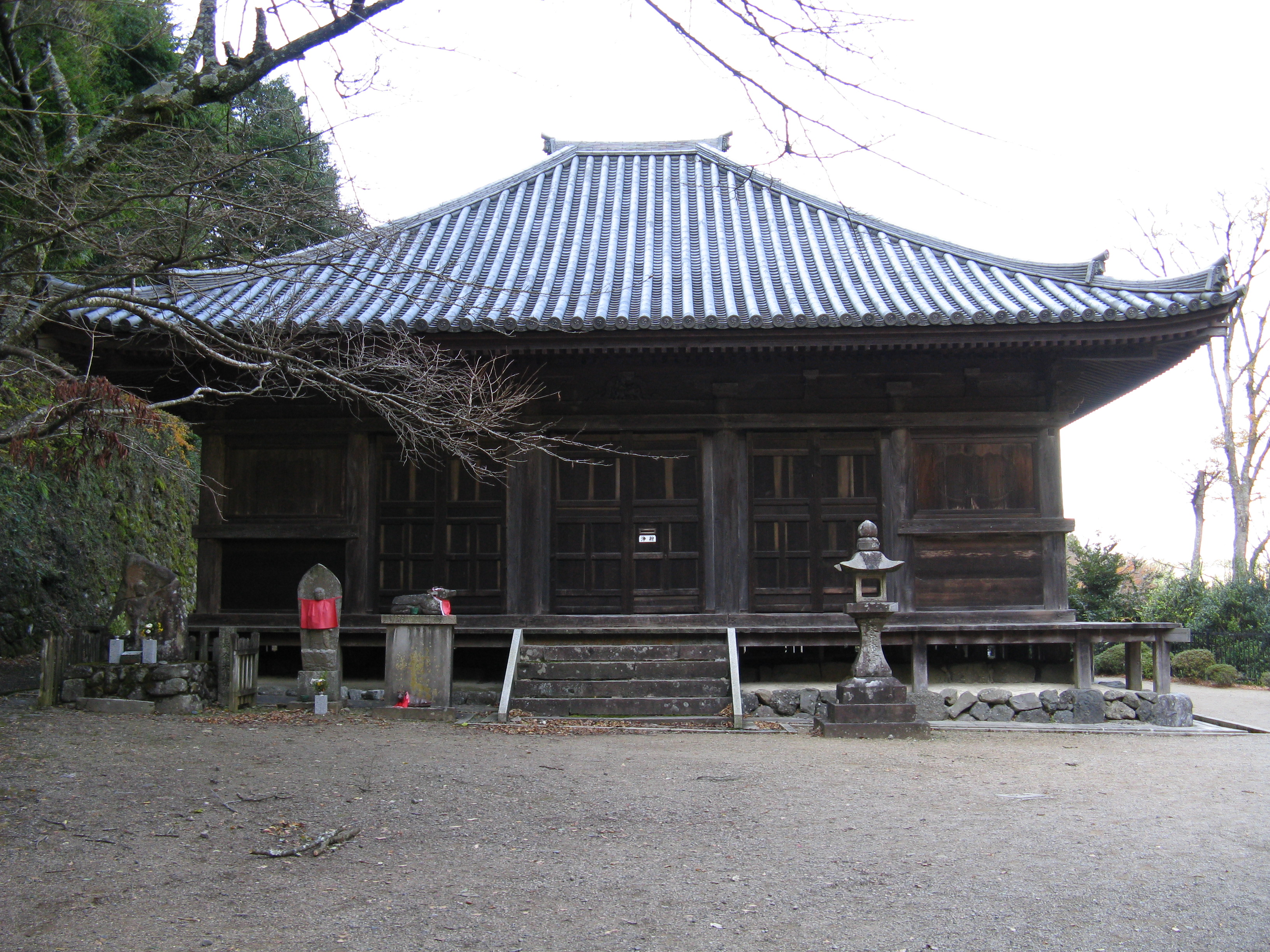
本堂
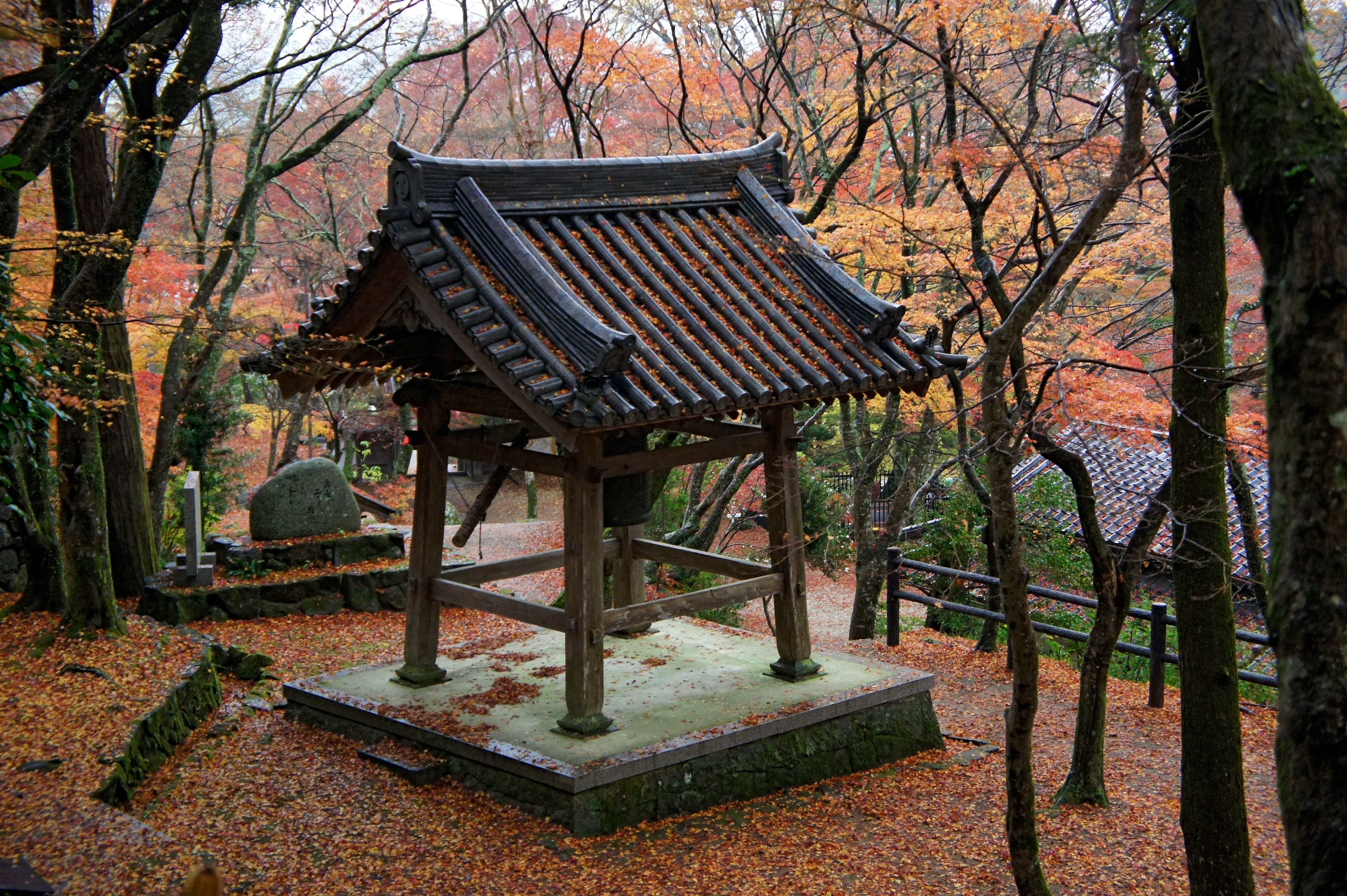
鐘楼
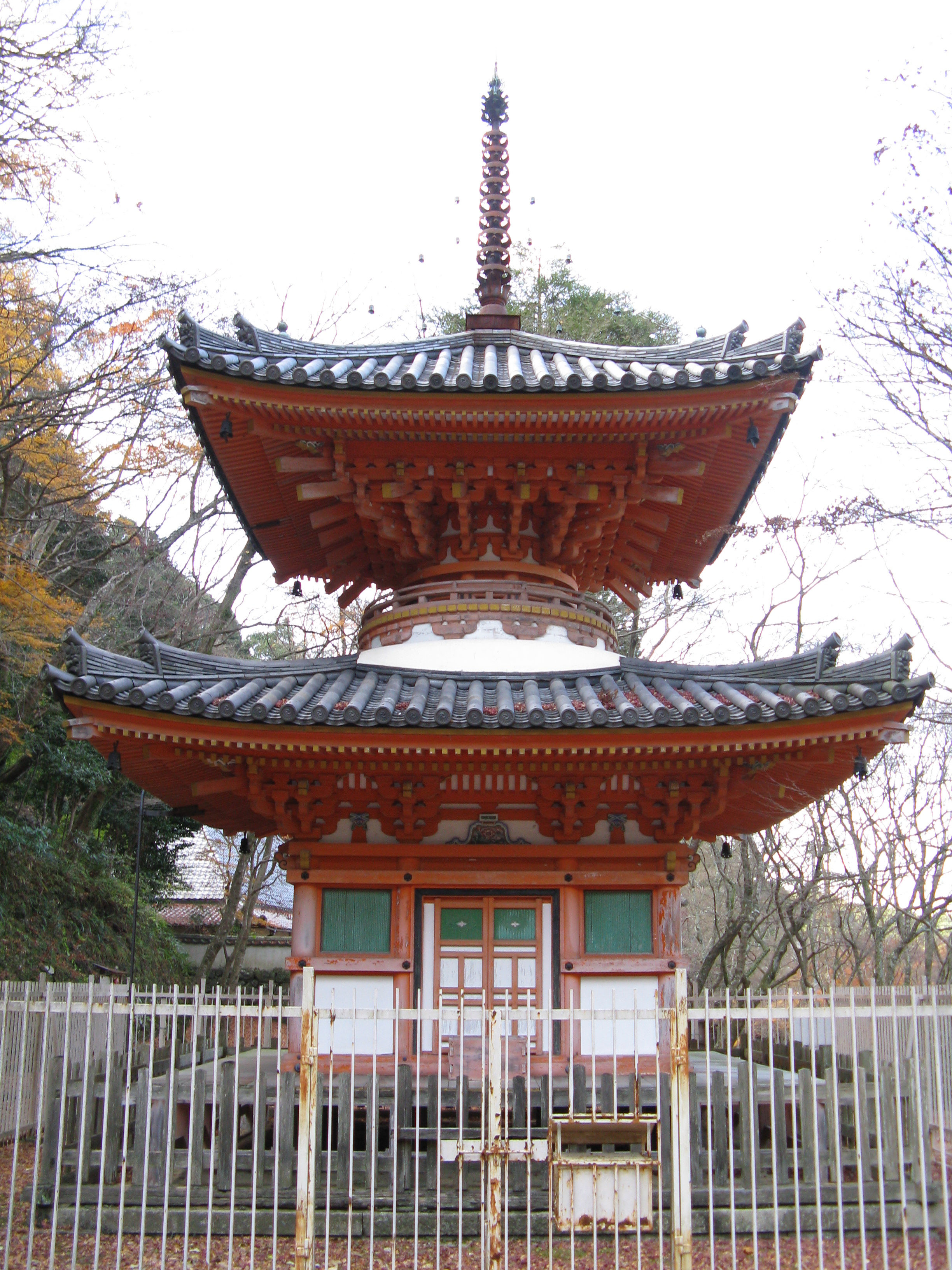
多宝塔
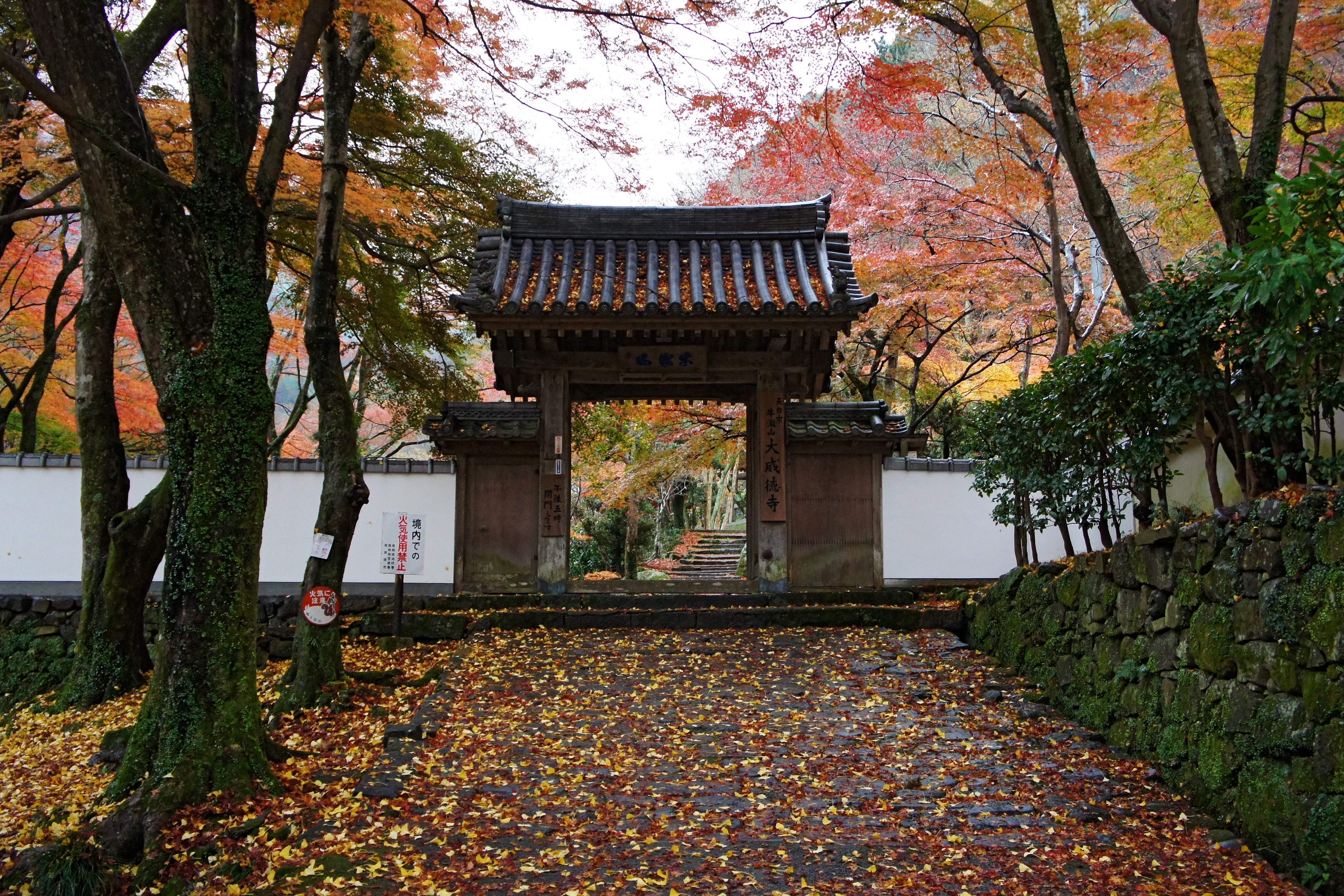
山門
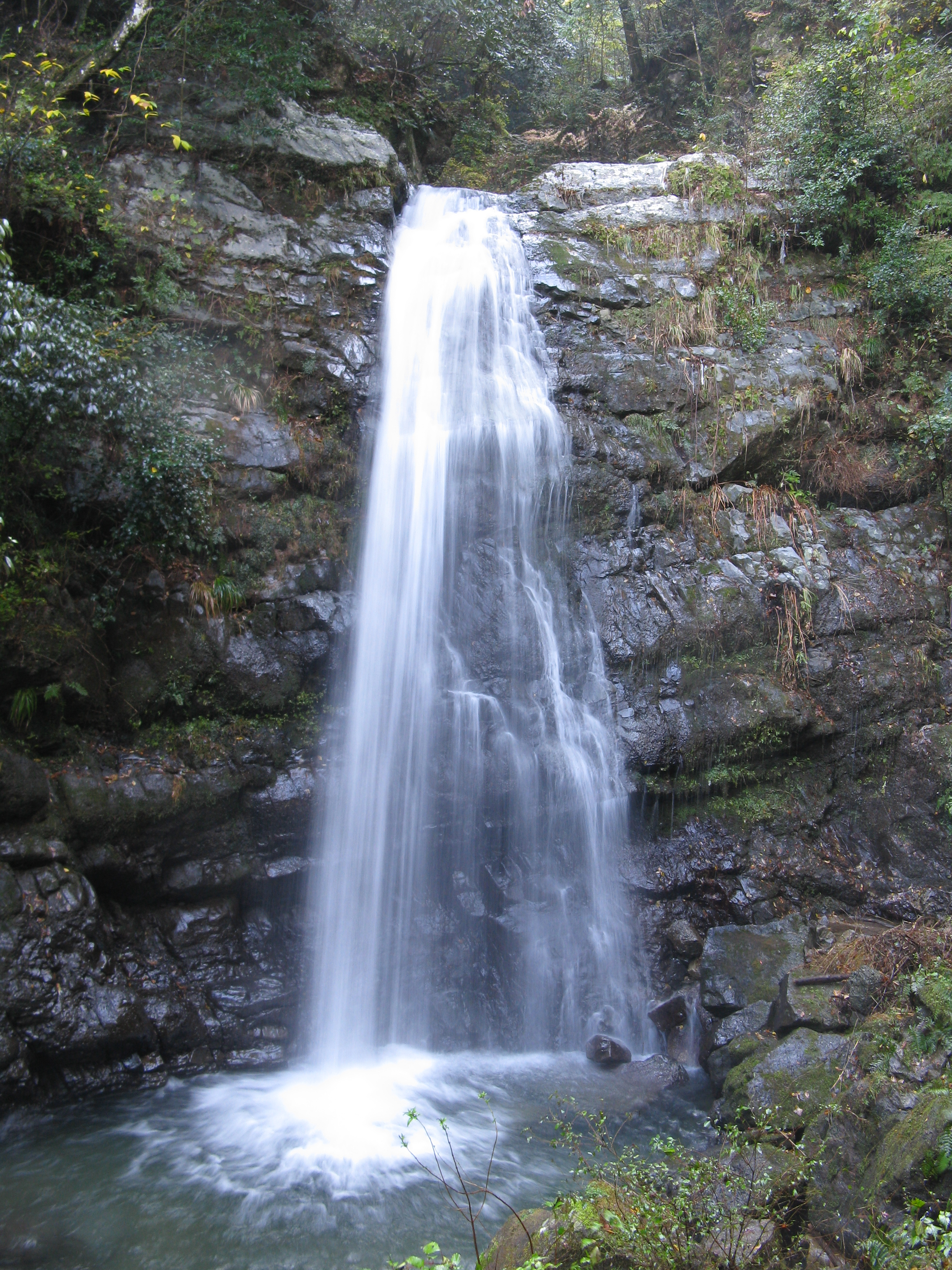
一の滝
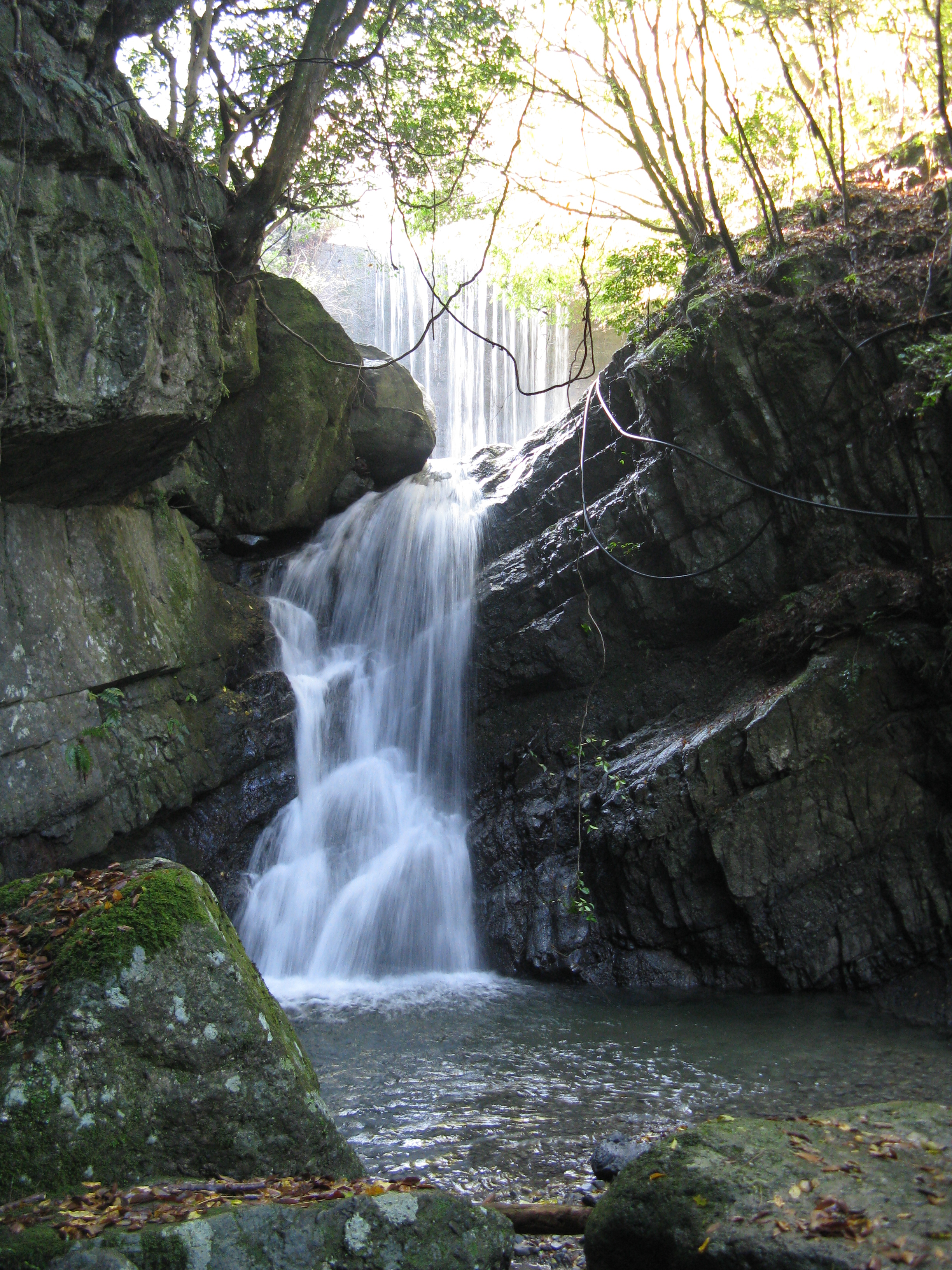
錦流の滝

## 文化財

### 重要文化財
- 多宝塔 附：棟札 2枚 - 三間多宝塔､本瓦葺。附の棟札2枚はそれぞれ「葺替寛政六甲年寅四月穀旦」、「惣修覆元治二丑年五月吉辰」の記がある。

### 大阪府指定名勝
- 牛滝山 - 大威徳寺境内と国所有の牛滝山とで構成される。

### 岸和田市指定天然記念物
- 千両カエデ

## 前後の札所
和泉八十八ヶ所霊場
74 長光寺　-　75 大威徳寺　-　76 朝光寺

## 利用情報
- 開門時間 - 8:00から17:00まで
- 祭事 - 牛滝山もみじまつり（11月下旬）

## 交通
- 南海本線 岸和田駅から南海ウイングバス「牛滝山行き」に乗車し約50分、終点「牛滝山」下車すぐ
- 南海本線 岸和田駅（福祉センター前）から無料送迎バス（日曜祝祭日運休）で45分、「いやよかの郷」下車、徒歩5分
- JR阪和線 久米田駅から無料送迎バス（日曜祝祭日運休）で35分、「いやよかの郷」下車、徒歩5分